# Novouzensk
Novouzensk (in russo Новоузенск?) è una città dell'oblast di Saratov, nella Russia europea meridionale. È situata 202 km a sud-est del capoluogo Saratov, sulle sponde del fiume Bol'šoj Uzen'. Fondata nel 1835, è capoluogo del rajon Novouzenskij.